# Municipio de Fairfield (condado de Butler)
El municipio de Fairfield (en inglés: Fairfield Township) es un municipio ubicado en el condado de Butler en el estado estadounidense de Ohio. En el año 2010 tenía una población de 21373 habitantes y una densidad poblacional de 513,61 personas por km².

## Geografía
El municipio de Fairfield se encuentra ubicado en las coordenadas 39°23′24″N 84°31′26″O / 39.39000, -84.52389. Según la Oficina del Censo de los Estados Unidos, el municipio tiene una superficie total de 41.61 km², de la cual 40.74 km² corresponden a tierra firme y (2.1%) 0.88 km² es agua.

## Demografía
Según el censo de 2010, había 21373 personas residiendo en el municipio de Fairfield. La densidad de población era de 513,61 hab./km². De los 21373 habitantes, el municipio de Fairfield estaba compuesto por el 87.64% blancos, el 7.5% eran afroamericanos, el 0.14% eran amerindios, el 2.1% eran asiáticos, el 0.05% eran isleños del Pacífico, el 0.95% eran de otras razas y el 1.62% pertenecían a dos o más razas. Del total de la población el 2.07% eran hispanos o latinos de cualquier raza.